# Oratorio di Santa Teresa
L'oratorio di Santa Teresa è una piccola chiesa di Siena, in via San Quirico 36.

## Storia e descrizione
All'interno dell'Istituto di Santa Teresa, su progetto di Giuseppe Partini, fu costruito nel 1885 un oratorio. L'ambiente, interamente rivestito in legno e con un soffitto a cassettoni intagliato e decorato, è ad aula unica con l'altare maggiore in marmo corredato da una pala di Alessandro Franchi con la Trasverberazione del cuore di santa Teresa e Storie della santa nella predella.
La realizzazione degli altri dipinti dedicati alla vita di santa Teresa, collocati nelle pareti dell'oratorio, si protrasse sino al 1900 ad opera dello stesso Franchi, del pittore senese Gaetano Marinelli (1835-1924), artefice dei disegni preparatori di gran parte delle scene, di Leone Leoncini, di Ricciardo Meacci e di Giuseppe Catani.